# Damián Lanza
Damián Enrique Lanza Moyano (Cuenca, 1982. április 10. –) ecuadori válogatott labdarúgókapus.
Az ecuadori válogatott tagjaként részt vett a 2006-os világbajnokságon és a 2004-es Copa Américán.

## Sikerei, díjai
Deportivo Cuenca
- Ecuadori bajnok (1): 2004